# Auguste-François Maunoury
Pour les articles homonymes, voir Maunoury.
Auguste-François Maunoury, né le 30 octobre 1811 à Champsecret et mort le 17 novembre 1898 à Sées, est un helléniste et exégète français.

## Biographie
Il suit des études classiques au séminaire préparatoire à Séez, établissement dans lequel il revient après ses études théologiques et où il passe la totalité de sa longue carrière sacerdotale. Jusqu'en 1852, il enseigne les lettres classiques avec succès, puis devient professeur de rhétorique, une fonction qu'il exerce pendant vingt-deux années. 
Pendant cette période, suivant les progrès des études helléniques en France et en Allemagne, il compose, édite et révise les travaux (Grammaire de la langue grecque ; Chrestomathie etc.) qui le révèlent comme un des meilleurs spécialistes du grec de son temps. 
Vers 1866, Maunoury commence son travail en tant que commentateur de l’Écriture Sainte, en traitant quelques sections de l'Évangile dans la Semaine Catholique de son diocèse d’origine ; mais c’est seulement après 1875, qu'il se consacre entièrement à la poursuite des études bibliques. En 1877, il devient chanoine de la cathédrale de Séez ; et l'année suivante, il commence à éditer ses commentaires relatifs aux Épîtres du Nouveau Testament. 
Ces commentaires sont parus en cinq volumes, comme suit : 
(1) Commentaires sur L'Épître aux Romains, Paris, 1878 ; 
(2) Commentaires sur les deux Épîtres aux Corinthiens, Paris, 1879 ; (3) Commentaires sur les Épîtres aux Galates, aux Éphésiens, aux Philippiens, aux Colossiens, et aux Thessaloniciens, Paris, 1880 ; 
(4) Commentaires sur les Épîtres à Timothée, à Tite, à Philémon, aux Hébreux, Paris, 1882 ;
(5) Commentaires sur les Épîtres Catholiques de St Jacques, St Pierre, St Jean et St Jude, Paris, 1888.
Se servant principalement des commentaires de saint Jean Chrysostome et Théodoret, ses explications du texte sacré font une excellente utilisation de sa grande connaissance de la grammaire grecque et des auteurs, et il est toujours resté un théologien éclairé et sûr. En 1894, il a édité sa COM. in Psalmos (2 vols., Paris), un travail latin, écrit avec élégance, presque exclusivement sur la base de al Vulgate et de la Septante. 
Sa seule contribution à l'apologétique est un volume intitulé Soirées d’automne ou la Religion prouvée aux gens du monde (Paris, 1887).

### Enseignement des langues
- Chrestomathie ou Recueil de morceaux gradués tirés des auteurs grecs, à l'usage des commençants, avec dictionnaire, Paris, Delagrave / Poussielgue / Dezobry et Magdeleine / Poussielgue-Rusand, 1856[2].
- Cours de versions graduées sur la grammaire grecque, à l'usage des commençants, Delagrave, Paris, 1882.
- Anthologia parva, seu Florilegium, radices linguae graecae continens, in latinum versa, Paris, Poussielgue / Tandou, 1865.
- Chrestomathie ou Recueil de morceaux gradués tirés des auteurs grecs…, traduction française, Paris, Gigord, de / Poussielgue, 1878.
- Corrigés des Thèmes gradués sur la Grammaire grecque, Paris, Delagrave / Dezobry et Magdeleine / Poussielgue-Rusand, 1853.
- De l'enseignement de la langue grecque dans les petits séminaires, Paris, Bailly, 1847.
- De la manière d'apprendre les mots grecs, lettres à un chef d'institution, Paris, Firmin-Didot / Poussielgue / Dezobry et Magdeleine / Poussielgue-Rusand, 1857.
- Dictionnaire des racines grecques et de leurs principaux dérivés servant de lexique à l'Anthologie, Paris, Poussielgue / Poussielgue-Rusand, 1862.
- Éléments de la Grammaire latine de Lhomond, revue et mise dans un ordre plus conforme aux principes de la langue française Lyon ; Paris, Poussielgue / Pelagaud / Poussielgue-Rusand, 1852.
- Exercices sur le premier livre de la Petite anthologie Paris, Bonaventure, 1854.
- Grammaire de la langue grecque Paris, Delagrave / Poussielgue / Dezobry et Magdeleine / Poussielgue-Rusand / Dezobry et Tandou, 1846.
- Petite anthologie ou Recueil de fables, descriptions, pensées, épigrammes, contenant les racines de la langue grecque, Lyon ; Paris, Delagrave / Poussielgue / Pelagaud / Dezobry et Magdeleine / Poussielgue-Rusand / Dezobry et Tandou, 1849.
- Petite anthologie ou Recueil de fables, descriptions, pensées, épigrammes, contenant les racines de la langue grecque… Traduction. Delagrave / Gigord, de / Pelagaud / Dezobry et Magdeleine / Poussielgue-Rusand, Lyon ; Paris, 1850.
- Petite anthologie, traduction juxtalinéaire suivie d'une traduction latine. Poussielgue, Paris, 1884.
- Prosodie grecque contenant la quantité et la métrique. Delagrave, Paris, 1883.
- Thèmes gradués sur la Grammaire grecque, avec dictionnaire, Paris, Delagrave / Poussielgue / Tandou / Dezobry et Magdeleine / Poussielgue-Rusand, 1852.
- « Lettre sur la versification hébraïque », extrait des Études catholiques, Bar-le-Duc, Œuvre de Saint-Paul, 1880.
- Méthode réciproque appliquée à l'enseignement de la langue grecque, Le Mans, impr. de Julien, Lanier et Cie, 1849.
- Exercices gradués sur la grammaire française, Paris, Poussielgue frères, 1858.

- Hernández, Eusebio et Restrepo, Félix (1887-1965). Llave del griego : comentario semántico, etimología y sintaxis. Bogotá : Instituto Caro y Cuervo, 1987. (Contient le texte original en grec de A. F. Maunoury "Anthologia mikra" et sa traduction en espagnol)

### Traductions
- Saint Jean Chrysostome. Homélie sur la disgrâce d'Eutrope. Traduction française. Paris, Poussielgue, 1848.
- Saint Grégoire de Nazianze. Panégyrique des Macchabées… Paris, 1849
- Saint Athanase. Vie de saint Antoine traduite en français. Édition : Ed. Classique. Paris, Dezobry, E. Magdeleine, 1858
- Saint Basile de Césarée. Discours aux jeunes gens sur l'utilité qu'ils peuvent retirer de l'étude des auteurs profanes. Paris, Dezobry, (1847).
- Pie IX. Traduction en langue grecque… de la bulle ″Ineffabilis″… Paris, 1869.

### Édition de textes
- Aristote. Poétique. Texte grec, avec notes… par M. l'abbé Maunoury,… Chapitres I-IX, Paris, Poussielgue, 1879.
- Cicéron. Selecta Marci Tullii Ciceronis opera. Pars quarta ad usum rhetoricorum. Recensuit ac notis illustravit A.-F. Maunoury,… Parisiis, apud viduam Poussielgue-Rusand, 1862
- Saint Ambroise. Ambrosii Epistolae et Symmachi Relatio de ara Victoriae ; ad usum studiosae juventutis edidit… A. F. Maunory,… Parisiis, apud Vam Poussielgue-Rusand, 1854
- Girard, Antoine-Gervais (Abbé). Préceptes de rhétorique… Paris, 1859
- Charles François Lhomond. Grammaire française de Charles François Lhomond revue, corrigée et complétée 2e édition, Paris, Vve Poussielgue-Rusand, 1860.
- Charles François Lhomond. Éléments de la grammaire latine de Charles François Lhomond. Nouvelle édition, revue, Paris, Vve Poussielgue-Rusand, 1861
- Jean-Baptiste Rousseau. Œuvres choisies, suivies des meilleures Odes de Malherbe, Lefranc et autres lyriques français. Édition annotée, Paris, Poussielgue frères, 1870.
- Saint Athanase. Vie de saint Antoine. Édition annotée, Paris, Dezobry, E. Magdeleine et Cie, (1858).
- Platon. Apologie de Socrate / texte grec avec notes par A.F. Maunoury, Paris, Poussielgue frères, 1883.
- Evangile selon Saint Luc, texte grec, édition revue, par A. F. Maunoury, Paris, Vve […] Rusand, 1855
- Saint Cyprien de Carthage. Caecili Cypriani liber de mortalitate, cui accessit epistola ad confessores. Edidit ac notis illustravit ad usum studiosae juventutis A. F. Maunoury,… Parisiis, vidua Poussielgue-Rusand, 1855.
- Saint Augustin. Rhetorica sacra ; sive sancti Augustini De doctrina christiana liber quartus : ad usum studiosae juventutis / ed. ac notis illustravit A.-F. Maunoury,… Texte en latin annoté en français. Parisiis, apud viduam Poussielgue-Rusand, 1854.
- Epitome de Caesaribus, Paris, Vve Poussielgue-Rusand, 1860.

### Tragédies
- Daniel, tragédie, Paris, Vve Poussielgue-Rusand, 1857.
- Thomas Morus, tragédie, Paris, Vve Poussielgue-Rusand, 1863.

### Commentaires bibliques
- Commentaire sur l'Épître de saint Paul aux Romains, Paris, Bloud et Barral, 1878.
- Commentaire sur les deux Épîtres de saint Paul aux Corinthiens, Paris, Bloud et Barral, 1879
- Commentaire sur les Épîtres catholiques de S. Jacques, S. Pierre, S. Jean et S. Jude, Paris, Bloud et Barral, 1888.
- Commentaire sur les Épîtres de saint Paul à Timothée, à Tite, à Philémon, aux Hébreux, Paris, Bloud et Barral, 1882.
- Commentaire sur les Épîtres de saint Paul aux Galates, aux Éphésiens, aux Philippiens, aux Colossiens et aux Thessaloniciens, Paris, Bloud et Barral, 1881.
- Commentarius in Psalmos. Parisiis : apud Bloud et Barral, (1894).
- Réponse d'un grammairien à un docteur en théologie sur l'interprétation du texte de saint Paul ″in quo omnes peccaverunt″. Bar-le-Duc : impr. de Bertrand, 1877.

### Religion
- Patrie de Saint Latuin. Séez : Impr. de Montauzé, 1873.
- Preuves populaires de l'existence de Dieu, 4e édition, Paris, Poussielgue frères, 1889.
- Abrégé des preuves de la religion. Poussielgue-Rusand, Paris / Sèez, 1863
- Histoire ecclésiastique par demandes et par réponses, depuis Jésus-Christ jusqu'à nos jours, avec cartes. Poussielgue, Paris, 1869.
- Soirées d'automne ou la Religion prouvée aux gens du monde. Poussielgue-Rusand, Paris, 1864, 222 p.